# Schadows Schachklub
Également connu sous le nom de club d'échecs de Schadow, ou Schadows Schachklub, le Berliner Schachklub (club d'échecs de Berlin) fut le premier club d'échecs du royaume de Prusse. Il a existé de 1803 à 1847. Le nom de Schadows Schachclub tire son origine du nom du sculpteur Gottfried Schadow qui a joué un rôle important dans sa création et son animation quotidienne, en tant que membre fondateur et président provisoire.

## Contexte de la création du club
Pendant une longue période au début du XIXe siècle, à une époque de transition d'un ordre social absolutiste sans réserve à un ordre social pré-démocratique bourgeois, de nombreux salons, clubs et associations ont vu le jour à Berlin comme ailleurs en Europe, dans lesquels les idées et développements nouveaux ont été débattus. La connaissance du jeu d'échecs était répandue parmi les adeptes des Lumières et en tant que «jeu de la raison», c'était une occupation socialement respectée.
Issu d'une famille modeste, Gottfried Schadow avait gravi les échelons et atteint une position sociale élevée en tant que sculpteur de cour et chef de l'Académie des Arts. Comme il était courant à l'époque, il appartenait à diverses associations: il était ainsi membre d'une loge maçonnique, invité régulier de la Académie de chant de Berlin et cofondateur de l'Association des artistes de Berlin. Grâce à son implication, le premier club d'échecs allemand a vu le jour, sur lequel il a laissé des informations détaillées dans son "calendrier d'écriture". Dans ces cahiers d'octave, Schadow notait chaque jour - moitié en allemand, moitié en latin et difficilement déchiffrable - quels livres il lisait, quelles conférences il avait entendues, quels clubs il fréquentait et qui il y avait rencontré. Pendant plus de quarante ans, il a passé deux à trois heures au club d'échecs plusieurs fois par semaine et en a laissé une trace.

## Origine et membres
Un auteur contemporain, dont le nom est inconnu mais dont les initiales seules nous sont parvenues, un certain «L. B.», décrit les origines du club d'échecs. 
« Après cela, au cours des mois d'été de 1803, des hommes se réunissaient régulièrement le soir au zoo de Berlin pour échanger des idées et parfois jouer aux échecs ». À l'arrivée de l'hiver, l'idée de fonder un club d'échecs est née. «Trois d'entre eux ont été chargés de louer un appartement décent, d'organiser les parties d'échecs nécessaires et de rédiger les statuts et le règlement intérieur. « Le club est créé le 16 octobre 1803. Au début, il comptait 34 membres, en 1805 la liste des membres contenait déjà 139 noms. Les locaux du club se trouvaient sur la Taubenstrasse non loin de la porte de Brandebourg ».
Les statuts de l'association comportaient 70 articles. Au début, il a été déterminé que « le club d'échecs est une société dont les membres, en tant qu'amoureux du jeu d'échecs, se réunissent chaque jour dans un certain endroit de la ville ». Les seuls buts étaient de « jouer aux échecs ou regarder des parties ».
Les membres comprenaient des représentants de divers domaines tels que le médecin Christoph Wilhelm Hufeland, l'astronome Johann Franz Encke, le philosophe et bibliothécaire Samuel Heinrich Spiker (de), le pédagogue Lazarus Bendavid (de) (membre depuis le début et partenaire d'échecs préféré de Schadow), l'archéologue Aloys Hirt, Georg Leopold von Reiswitz (qui a développé un « jeu de guerre » complexe pour analyser les conflits militaires) et le peintre Johann Erdmann Hummel. À l'occasion, Clemens Brentano, Achim von Arnim et August Wilhelm Schlegel étaient invités au club.
Les membres étaient pour la plupart des représentants actifs des Lumières tardives. Ils ont défendu la tolérance et la liberté de pensée, ils ont joué aux échecs comme à un jeu de pensée raisonnée. « Sur l'échiquier, pour ainsi dire, ils se sont rencontrés sur un terrain neutre, à un niveau d'abstraction d'ordre supérieur, un méta-niveau, dans lequel toutes les compétences dont ils avaient besoin pour faire leurs preuves dans leur profession, venaient littéralement en jouant, mais sans connaissances particulières du métier ».
Mais l'accent était mis sur l'exclusivité. Quiconque voulait être accepté devait être recommandé par deux membres et occuper une position sociale respectée. Selon les statuts, les seules personnes pouvant être proposées à l'adhésion « appartiennent à la classe civile, aristocratique, civile, spirituelle ou savante ». Les membres de l'armée ont donc été exclus de l'adhésion, mais ils pouvaient être autorisés à participer en tant qu'invités occasionnels.
Une peinture à l'huile de Johann Erdmann Hummel, créée vers 1819, montre une situation de jeu typique de cette époque, non dans la Taubenstrasse, mais dans un environnement similaire sur la Wilhelmstrasse, une autre adresse de Berlin. On peut voir la plupart des membres du club d'échecs de Schadow, où le peintre se représente également, en arrière-plan. 
Les échecs étaient le seul jeu autorisé dans ce club, mais pas sa seule occupation. En plus d'une bibliothèque de référence avec de la littérature échiquéenne, le « Cabinet de lecture » proposait également une sélection de journaux sur abonnement. C'était l'occasion d'échanger sur la science et l'art, la littérature et la politique.
Dans les années 1840, le club de Schadow entre dans une situation critique. Le nombre de ses membres diminuait. La raison claire du déclin n'est pas connue, ses causes peuvent être supposées dans le manque de travail dans le recrutement de la jeunesse et le vieillissement de ses membres. L'énergie de Schadow, qui avait maintenant bien plus de 70 ans, avait également diminué. 
En 1847, le club d'échecs est dissous.

## Parties d'échecs traditionnels
Les parties d'échecs jouées dans le club lui-même n'ont pas été préservées. Cependant, les matchs de deux compétitions par correspondance menés par Julius Mendheim pour le compte du club sont documentées et ont pu être conservées. Elles ont été jouées entre 1829 et 1836 avec un succès variable contre les clubs d'échecs de Breslau (2 - 0) et de Hambourg (0 : 1, = 1). La direction des matchs (2-0) contre Posen dans les années 1839-40 était alors confiée à des joueurs de la société d'échecs de Berlin, ce qui montre la bonne relation entre les plus anciens clubs d'échecs berlinois.
La plupart des historiens des échecs ne voient dans le club d'échecs de Schadow qu'une étape préliminaire à des clubs d'échecs sérieux et efficaces, dont le début est lié à la fondation de la société d'échecs de Berlin en 1827. Cette dernière ne posait pas de restrictions d'accès élitistes, ce qui a permis à des joueurs plus jeunes et plus ambitieux de trouver des opportunités d'acceptation et de développement. Le club d'échecs de Schadow à bientôt été appelé le « vieux club » et fut évalué de manière critique. Le diplomate et excellent joueur d'échecs Tassilo von der Lasa a écrit dans ses mémoires en 1859 qu'il « n'avait pas d'informations suffisamment précises » sur les débuts du jeu d'échecs à Berlin, mais il a ensuite déclaré que «  les combinaisons à l'époque étaient exécutée maladroitement. Les succès pratiques ne peuvent pas non plus avoir été significatifs par la suite. […] De toutes façons, s'il y avait eu des joueurs forts à Berlin, leur client ne nous aurait pas rejoint. Donc pour nous, c'est comme s'ils n'existaient pas ».
Selon des sources reconnues, le club d'échecs de Berlin de 1803 n'était pas un club sportif et ludique, mais ce n'était pas non plus une association de dignitaires sans talent. Il était solidement ancré dans la vie sociale et culturelle de Berlin dans la première moitié du XIXe siècle.

### Liens internet
- Website der BSG 1827 Eckbauer e. V.